# Maria Caterina Brignole
Maria Caterina Brignole (sau Marie-Christine de Brignole; 7 octombrie 1737 – 18 martie 1813) a fost fiica unui nobil genovez. La 5 iunie 1757 s-a căsătorit cu Honoré al III-lea, Prinț de Monaco.
Soțul ei a murit în 1795 și în 1798 ea s-a recăsătorit cu Louis Joseph, Prinț de Condé, un prinț de sânge francez.

## Biografie
Maria Caterina a fost singura fiică a marchizului Giuseppe Brignole, care făcea parte dintr-o familie ai cărei membri ocupaseră poziția de doge în Genova și a Annei Balbi, fiica unui doge din Genova. Cum tatăl ei era ambasador genovez în Franța, Maria Caterina și mama ei frecventau saloane din Paris și curtea regală de la Versailles.